# The Other Side of the Mountain
The Other Side of the Mountain (Brasil: Uma Janela para o Céu) é um filme norte-americano de 1975, do gênero drama biográfico, dirigido por Larry Peerce com roteiro baseado na vida da esquiadora Jill Kinmont, que ficou paraplégica em 1955.
A canção "Richard's Window", composta por Charles Fox e Norman Gimbel, ganhou um Globo de Ouro e foi indicada ao Oscar.
Em 1978, foi feita uma sequência, com o título de The Other Side of the Mountain Part 2, também estrelada por Marilyn Hassett e dirigida por Larry Peerce.

## Sinopse
Campeã do slalom, Jill Kinmont é grande promessa para os Jogos Olímpicos de Inverno de 1956. Entretanto, enquanto competia no Utah, ela sofre uma queda que a deixa paralisada dos ombros para baixo. Com o fim da carreira, Jill cai em depressão, principalmente depois que seu noivo a abandona. Ao conhecer Dick Buek, ela encontra o amor e a inspiração para tornar-se professora em Beverly Hills, mas sua fase de provações ainda não terminou...

## Premiações
| Patrocinador                                  | Prêmio       | Categoria | Situação                   |
| --------------------------------------------- | ------------ | --- | -------------------------- |
| Academia de Artes e Ciências Cinematográficas | Oscar        | Melhor Canção Original ("Richard's Window")                                                                                   | Indicado                   |
| Golden Globe Awards                           | Golden Globe | Melhor Atriz - Drama (Marilyn Hassett) Atriz Revelação (Marilyn Hassett) Melhor Canção Original Melhor Trilha Sonora Original | Indicado Vencedor Indicado |

## Elenco
| Ator/Atriz         | Personagem   |
| ------------------ | ------------ |
| Marilyn Hassett    | Jill Kinmont |
| Beau Bridges       | Dick Buek    |
| Belinda Montgomery | Audra Jo     |
| Nan Martin         | June Kinmont |
| William Bryant     | Bill Kinmont |
| Dabney Coleman     | Dave McCoy   |
| Bill Vint          | Buddy Werner |
| Hampton Fancher    | Lee Zadroga  |